# Metámero

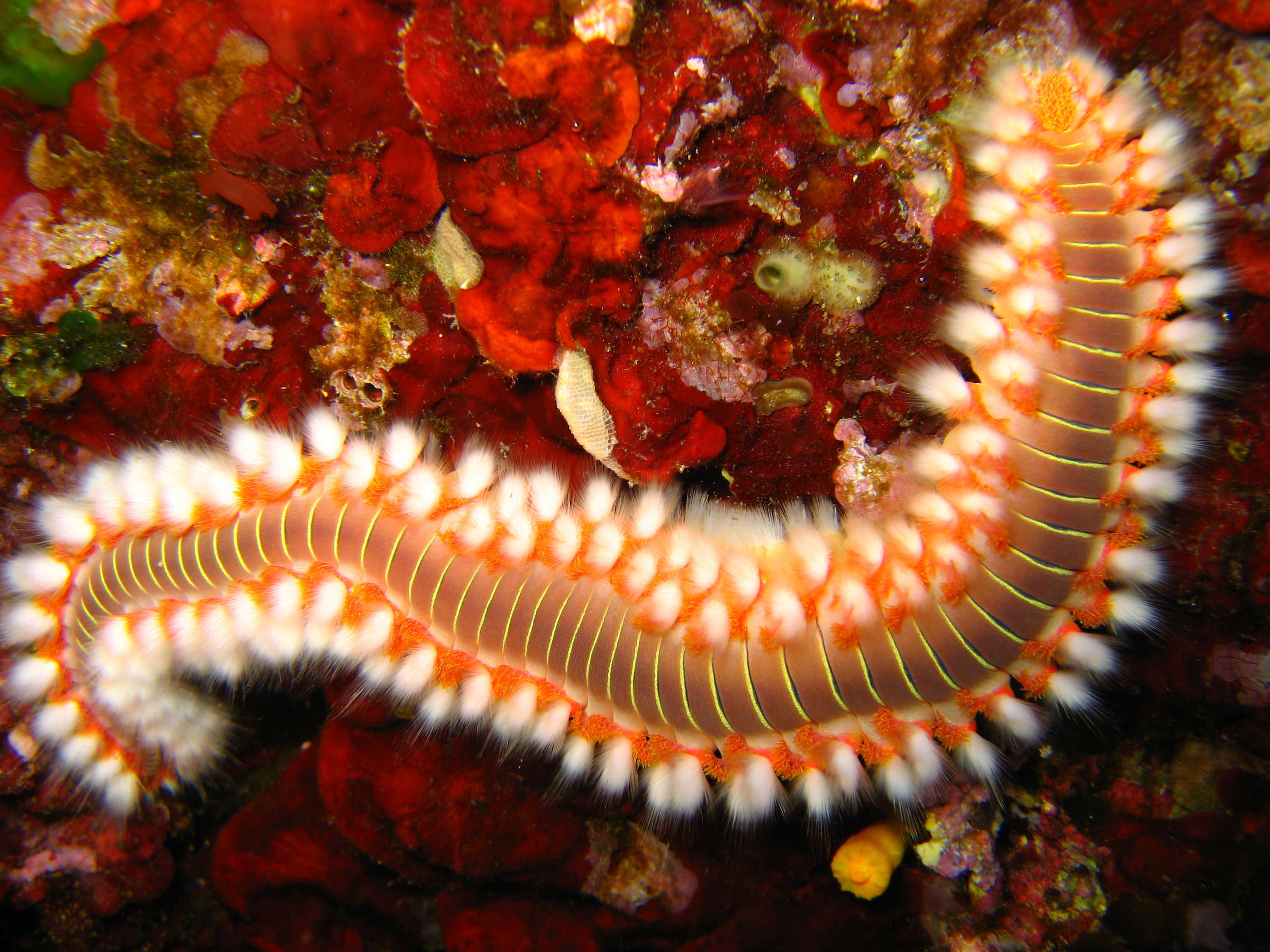
Metamerización homónoma de un anélido.

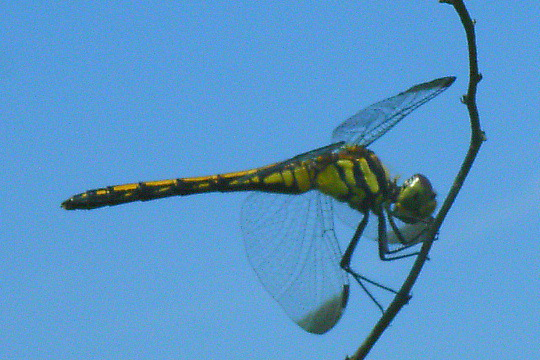
Metamerización heterónoma de un Insecto.

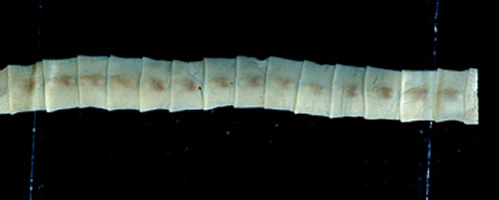
Seudometamería de un Cestodo.

Se conoce como metámero a cada uno de los segmentos que se repiten en ciertos grupos de animales, celomados de simetría bilateral (bilateria). La metamerización es una de las principales modificaciones del celoma. Cada metámero tiene cavidades celómicas separadas de las de otros metámeros por tabiques, y las estructuras internas (ganglios nerviosos, nefridios, gónadas, etc.) y externas (patas, branquias, etc.) están repetidas en cada metámero.
Por ejemplo, en los artrópodos, cada metámero puede llevar al menos un par de apéndices, que pueden ser patas, antenas o branquias en el caso de los acuáticos. Un ejemplo ilustrativo es el ciempiés (Chilopoda): cada uno de los segmentos que lleva un par de patas es un metámero; mientras que los milpiés (Diplopoda) cuentan con dos pares por metámero.
La metamerización se da también de modo característico en el filo de los anélidos e incluso en los vertebrados, aunque en este último grupo no se ve tan fácilmente porque a lo largo de la evolución del grupo ha habido múltiples modificaciones, fusiones, reducciones, etc. de dichos metámeros y se ha perdido la metamería externa (pero no la interna como evidencian los peces). En muchos filos de gusanos hay metámeros cefalizados que reciben el nombre de prostomio que contiene ganglios nerviosos dispuestos en forma de anillo en torno al tracto inicial del tubo digestivo, que pueden ser ya considerados un cerebro: un sistema de integración para estímulos e impulsos formado por células nerviosas. Se han podido obtener respuestas condicionadas a un estímulo, demostrando así una posibilidad de aprendizaje por parte de oligoquetos como la lombriz o animales aún más complejos como la sanguijuela (hirudíneos), capaz de cazar y depredar en peces de gran tamaño.

## Tipos de metamerización
- Metamerización homónoma. Todos los metámeros son similares (por ejemplo, en la mayoría de los anélidos). Se considera la más primitiva. En cada metámero o somito se produce una repetición de órganos mesodérmicos, como gónadas.[2]
- Metamerización heterónoma. Los metámeros son diferentes en diferentes zonas del cuerpo; varios segmentos similares y distintos de otros forman un tagma (por ejemplo, cabeza, tórax y abdomen en insectos).
- Seudometamería. Algunos animales presentan seudometamería o falsa metamería interna o externa; su aspecto es similar al que da la metamería, pero no deriva del celoma, ya que solo se repiten órganos determinados, como pasa en los cestodos.

## En plantas
Las plantas también presentan metamerización.